# 지터
지터(jitter)는 광디스크와 자기디스크등의 정보저장 매체의 재생신호의 중요한 품질 지수 중의 하나이다.
1) 특정한 신호에 대해서, 원하는 신호와 실제로 발생하는 신호간에 발생하는 "불안정한 신호의 차이들"이 지터이며,
2) 예를 들면 IP 통신에서는 패킷의 도달 시간이 지연이 일정한 1 milli sec이어야하는데 이런 지연값이 다양하게 달라질 때,
3) 이것은 packet delay variation 이라고 하며 이것을 Jitter 라고 표현할 수 있다.
즉 지터는, 처리 시간 및 결과물의 도달 시간의 변동폭등을 지터(jitter)라고 할 수 있다.
전자 공학적인 예를 들면, 신호 즉 시그널을 데이터로 보관하기 위하여 변조하여, 기록을 할 때 이것의 기록 방식과
기록된 신호의 재생을 통해서 원래 신호를 복원할 수 있는데 이 때도, 원래 신호가 데이터로 보관 후 다시
복원할 때 원래 신호의 "왜곡" 이 발생하며 이것을 지터라고 표현할 수 있다.
구체적인 신호의 보관 및 복원에 대해서 예를 들면
1) 변조기록된 자료는 마크의 길이가 제한되면 그것을 연속 영 제한 (rll,run length limit)방식이라고 한다.
2) 잘알려진 변조법으로는 rll(1,7) rll(2,10)등이 있다. NRZI(NonReturntoZero Inverted) 방식은 변조자료가 0이 아닐 때 On상태에서 Off상태로 또는 반대로 천이한다.
3) 재생된 신호는 시스템의 응답이 이진신호와 특정 함수의 컨벌루션의 형태로 나타난다. 그리하여 재생신호는 천이간의 간격에 따라 진폭이 약 3배까지 차이를 보이며,
4) 천이 위치간의 간격을 측정하게 되면, 이상적인 신호가 손실 없이 복원되어야 하는 기준점이 되는 곳, 즉 "절대위치"에서의 편차를 구하되, 제곱평균제곱근 방식으로
해당 편차를 구한 값을 신호의 저장 및 재생에서 발생한 지터(Jitter)라고 한다.

## 같이 보기
- 클럭 드리프트
- 디더링
- 위상 잡음
- 동시발생 감지